# Diocèse de Hongdong

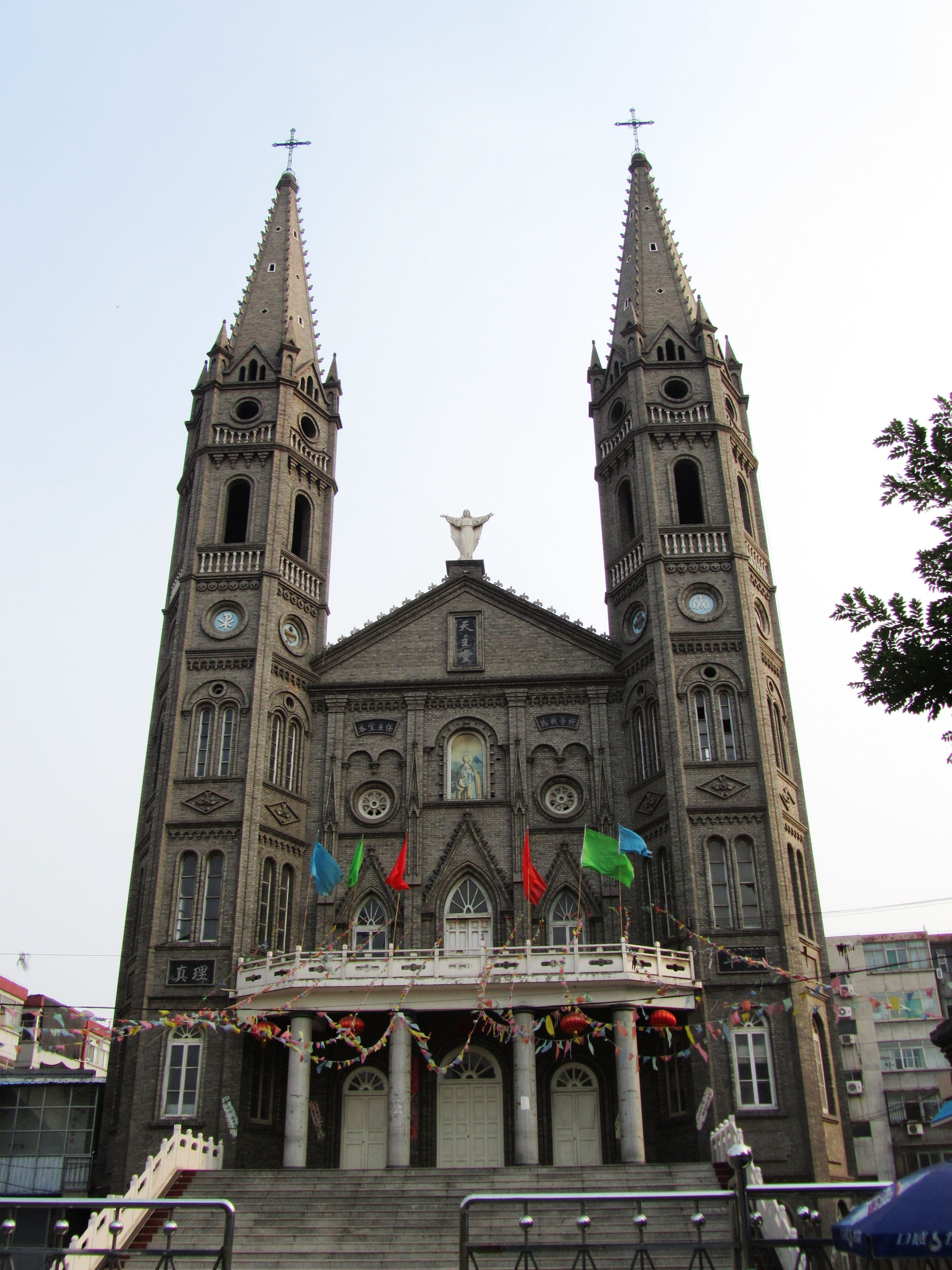
Façade de la cathédrale de Hongdong

Le diocèse de Hongdong (Dioecesis Homtomensis) est un siège de l'Église catholique en Chine, suffragant de l'archidiocèse de Taiyuan. Le siège est vacant.

## Territoire
Le diocèse comprend une partie de la province de Shanxi.
Le siège épiscopal se trouve à Hongdong (prononcer Honguedongue).

## Histoire
La région est évangélisée à la fin du XIXe siècle par les franciscains italiens. La préfecture apostolique de Hongdong est érigée le 17 juin 1932 par le bref apostolique Cum vicariatus de Pie XI, recevant son territoire du vicariat apostolique de Louanfou (aujourd'hui diocèse de Lu'an (en)).
Le 18 avril 1950, la préfecture apostolique est élevée au rang de diocèse par la bulle pontificale Ad episcopalis hierarchiae de Pie XII.
Mgr François Han Ting-pi, qui n'a jamais voulu reconnaître ou adhérer à l'association patriotique chinoise, ordonne clandestinement au début de l'année 1991 un évêque auxiliaire coadjuteur avec droit de succession, Joseph Sun Yuan-mo. Il lui succède à sa mort en décembre de la même année et meurt lui-même en 2006.

## Ordinaires
- Pierre Cheng Yu-tang (Tch'eng) † (24 mai 1932 - 10 mars 1942)
- Joseph Gao Zong-han (Kao) † (19 janvier 1943 - mars 1945)
- François Han Ting-pi (Tingbi) † (9 juillet 1950 consacré - 21 décembre 1991)
  - Sede vacante
  - Joseph Sun Yuan-mo † (21 décembre 1991 ? - 23 février 2006)